# Balanoglossus
Balanoglossus es un género de hemicordados de la clase Enteropneusta que incluye animales de aspecto vermiforme que habitan enterrados en el sediemento del fondo marino. Los enteropneustos son un grupo de gran interés, porque probablemente contienen algunas de las claves explicativas de la evolución de los cordados y por tanto de los vertebrados a partir de «invertebrados».  La especie más grande, Balanoglossus gigas, mide 1,5 m y excava galerías de hasta 3 m. 

## Características
El cuerpo de Balanoglossus, como el del resto de los enteropneustos, está constituido por tres lóbulos seriados. El primero, preoral, es el protosoma o probóscide; va seguido de un corto mesosoma, o collar, y un largo metasoma, o tronco. En Balanoglossus, la probóscide, que encaja como una bellota en su glande, lo que justifica el nombre del grupo, es alargada y semejante a una lengua.

## Historia natural
Como en los demás enteropneustos, Balanoglossus vive desplazándose a través del sustrato en fondos arenosos no muy profundos, alimentándose de una manera semejante a la de las lombrices de tierra, tragando el sedimento a medida que penetran en él y digiriendo la parte orgánica.
La reproducción es sexual, con sexos separados, y el desarrollo siempre indirecto, como en otros enteropneustos, con larvas planctónicas de tipo tornaria.

## Especies
- Balanoglossus apertus (Spengel, 1893)
- Balanoglossus aurantiacus (Girard, 1853)
- Balanoglossus australiensis (Hill, 1894)
- Balanoglossus biminiensis (Willey, 1899)
- Balanoglossus capensis (Gilchrist, 1908)
- Balanoglossus carnosus (Willey, 1899)
- Balanoglossus clavigerus (Delle Chiaje, 1829)
- Balanoglossus gigas (Fr. Müller in Spengel, 1893)
- Balanoglossus jamaicensis (Willey, 1899)
- Balanoglossus misakiensis (Kuwano, 1902)
- Balanoglossus natalensis (Gilchrist, 1908)
- Balanoglossus numeensis (Maser, 1913)
- Balanoglossus occidentalis (Ritter, 1902)
- Balanoglossus proterogonius (Belichov, 1928)
- Balanoglossus salmoneus (Belichov, 1928)
- Balanoglossus stephensoni (van der Horst, 1937)

- Datos: Q1768028
- Multimedia: Balanoglossus / Q1768028
- Especies: Balanoglossus